# 機動公務員かもしか!
『機動公務員かもしか!』（きどうこうむいん かもしか）は、村枝賢一の漫画。『週刊少年サンデー』で1999年22・23合併号から2000年35号まで連載された。

## 概要

### ストーリー
平成11年4月、桃栗三平18歳は坂上市役所に採用され、赴任の途中でカモシカを拾ったりしつつ着任する。配属予定の「特別機動課」という勇ましい名称に、またこれからの公務員としての生活に期待を膨らませつつ。しかしそこは、その名称とは裏腹に全く仕事がなく、窓際族の寄せ集めだった。一度は落ち込んだ三平だったが、持ち前の正義感と行動力で次第に周囲を巻き込みつつ、活躍していくことになるのだった。

### 解説
市役所の、それも新規採用職員を主人公とした漫画である。なぜこのような形式になったかについては、漫画家になりたてのころまだあまり社会経験がなく、漫画の題材とする職業がリアルにイメージできずにいた時に思いついたもののひとつが「なんでも屋」だったが、それから10年ほど後「市役所」がその「なんでも屋」にあてはまるのではないかと気づいた、というような内容のことを、コミックス第1巻のあとがき漫画で語っている。1話完結と数話連続のエピソード（本作では「案件」と称される）で構成され、その内容は市民のプライベートから市政に関わることまで多岐にわたる。
坂上市（さかうえし）
人口30万人で、さらなる発展を目指すベッドタウン。キャッチコピーは「あったかライフ坂上市」。市役所の所在地は坂上市坂上本町2-3-1。郵便番号101-8001。市章は、「○に∧」。職員数約1,500人。
かもし課
旧（仮）称「特別機動課」。「どこの課の担当業務でもないが、行政がやらなければならないこと」が業務内容であったが、そのような業務は実際には存在しないと思われており、市役所内では「リストラ課」「どうしよう課」「もうイラねぇ課」などと揶揄されていた。船橋によれば、そもそも市長の思い付きでできた「なんでも屋」であり、実際には窓際族の寄せ集め状態であった。
三平の赴任からおよそ1カ月後の平成11年6月1日付けで正式発足し、「かもし課」と改称した。改称の理由は、広報「坂上だより」によれば、特別機動課が野生のカモシカを保護したことにちなんで（実際には案件1=第1話で、赴任前の三平が保護）市民に親しんでもらえるようにとのこと。また、主な事務分掌は住環境に関するトラブル・市道の簡単な補修・害虫害獣駆除などを予定、組織の枠を超えた複合的な課題に対応するための窓口であり、カモシカのように迅速にどこへでも駆けつける旨が書かれていた。
正式発足を機に、「あったかライフ坂上市」「かもし課」の文字およびデフォルメされたカモシカのイラスト（ツルハシを持ち、坂上市の市章入り）が背中に描かれた、市長デザインの真っ赤な新ユニフォーム（作業服）が支給されたが、職員にも市民にも「ヘンな服」と思われている。

## 登場人物

### かもし課
桃栗三平（ももくり さんぺい）
本作の主人公。18歳。何事にもまっすぐ、全力で向かっていく「熱血公務員」。繋がった眉毛が特徴。平成11年4月28日付けで、坂上市役所特別機動課勤務を命じられた。初出勤時にカモシカを保護、これが「かもし課」命名のきっかけとなる。当初は特別機動課の仕事の無さに愕然としていたが、次第に周囲を自分のペースに巻き込んでいくこととなる。ドジであり、給料を落としたり、寝坊して旅行の出発に遅れたりと失敗も多い。落ち込んだ時には屋上やジャングルジムに登って真っ白になっていたりしたが、高いところが好きなので、そうしていれば復活する。銭湯の二階廊下に下宿中。家族は、母・姉・兄・妹で、父はあることがきっかけで行方不明となっている。趣味の登山で鍛えられているのか、腕っ節はなかなかのもの。幼少の頃、おつかいで市営住宅の申し込みをする為に行った市役所で出会った職員にラーメンを奢られた後、山で励まされた事がある。
船橋轍（ふなばし てつ）
三平の一コ先輩。前歯が欠けているのが特徴。かつてはトルエンの密売までしたという不良で、その外見も「かもし課のユニフォームを着ても特攻服にしか見えない」などと陰口をたたかれる始末。かもし課員であることは、仕事もしないで身分が保障されている結構な状態と考えていたが、元々は熱い心を持った男であったため、三平に影響されて次第に変わっていく。受付担当の辻堂都に惚れていて、勤務時間中にちょっかいを出しては、市長に注意されている。学生時代はサッカーをしていたが、環境に負けて上述のレベルの不良になった。家族は祖母以外いないらしい。
大滝秀隆
課長。かつては建設畑で「情の大滝」と呼ばれた幹部候補だったが、公務員は国に逆らうなという道理に疑問を感じドロップアウト、特別機動課長に。勤務時間中も通販誌のチェックをするだけでなにもしていないように見えたが、防災課の職員が天候について意見を聞きにくるなど、頼りにされていた。三平赴任後は、様々なアドバイスをしバックアップしていく。
田中忍
保険年金課から本人の希望で異動してきた、「かもし課第3の男」。その外見から、女性と間違われることがある。以前は思ったことを行動に移せないような性格だったが、三平とかかわったことで、人の役に立ちたいという気持ちを出せるようになった。両親から過保護に育てられた事で苦手な事を克服する強さを得られずに大人になり、そんな自分に情けなさを感じていた。
作中で母親を亡くした幼い兄妹に「母親にそっくり」という理由で懐かれたり、その子達の父親に「ムラムラと来る」と言われたりしている。

### 特別職
宝田万作（たからだ まんさく）
市長。福祉や雇用のほか数々の問題を、「意外とも言えるひらめき」で解決してきた。いたずら好きでお茶目なところもある。小柄で可愛らしい容姿の老人だが、多数の市民の為に厳しい決断をする事が出来る有能な人物である。かもし課の生みの親である。三平が保護して来たカモシカを市役所内で飼っており、それに乗って移動している事が多い。三平を気に入っている。
亀木戸丈吉（かめきどじょうきち）
助役。「市民も泣き出すご意見番」といわれるカタブツ。糖尿病で入院していた。一時、かもし課を敵視するが。彼の娘からの依頼がきっかけで少し態度が軟化する。ビリヤードが趣味で本人曰く「メビウスの丈」と呼ばれているらしい。

### 他部署
辻堂都（つじどう みやこ）
受付担当。舟橋がいつも暇そうにしていることから、特別機動課が何をしているのか不思議に思っていた。かもし課を見下すような態度をとる職員も多い中、彼女は好意的な態度で接する。誘いをかけてくる船橋には、少々あきれている様子。
蘇我（そが）
都市開発部長。大滝と同期で、通称「道理の蘇我」。大滝とコンビを組んでいたころは、「坂上のブルドーザー」と呼ばれていた。身体が大きく強面で声もデカく、三平にはすぐゲンコツを喰らわせるが、実は話のわかるきわめて良識的な人物。
寺泊（てらどまり）
商工課員。かつて街を活性化させようとしたことがあるが、協力が得られずに挫折。人は自分が信じたようには動いてくれないと考えるようになり、業者からワイロを貰うまでに性格が荒んでしまう。商店街を巡って、三平と対立する。三平の懸命な姿に「諦めなかった自分」を見出して改心してやり直す事を決意する。改心後、様々な場面で三平を心配する先輩という役回りで登場する。
鏡（かがみ）
動物保護センター職員。安易に動物を飼い、簡単に捨てるという世間の風潮や、坂上市の犬だけでも年間2千頭近くが持ち込まれ、その9割が殺処分される現状に怒りを覚えている。一見非常に無愛想だが、決して冷たい人間ではない。三平が動物保護センターの犬達を救う為に考えた「犬の公園」の企画に専門家として参加する。5日間も徹夜して必死に企画書を作成する三平に対して強い信頼を抱く様になる。後に宮山素子と婚約している。
佐竹（さたけ）
船橋の元保護観察官。船橋に対して強い嫌悪感を持っており、彼を自己的に監視している。船橋と一緒に居た楓の荷物を勝手に検査したりと行き過ぎた面を持っている。だが、事故に遭った自分を命懸けで助けた船橋に対してお礼をするといった誠実さも持ち合わせている。そして、その誠実さが船橋にかもし課である事に喜びを感じさせる。

### 市民
間宮楓（まみや かえで）
本作のヒロインである女子高生。茶色に染めた長髪が特徴。勝気で男勝りな口調で喋るが、人情に厚く優しい性格の持ち主。無愛想だが、短期間でかもし課を始めとした市役所に馴染む等コミュニケーション能力は高い。スキーといったスポーツも得意。案件6で三平と出会う。かつて父親とのささいな行き違いから、好きだった絵を描くことをやめて以来少々スネてしまい、夢を語るなどの行為をバカにするようになってしまっていた。後に、次第に三平に好意を感じるようになった。作中で三平に異性として意識されている描写は無いが、彼に対する信頼はとても強い。放課後、16時から17時半まで、かもし課でのアルバイトを申し出る。高校を卒業後、髪を黒に戻して公務員となり、かもし課の正式なメンバーとなる。
宮本寿子（みやもと ひさこ）
駄菓子屋の店主。駅前ロータリー建設のための土地買収にただ一人応じず、その説得が三平の初仕事として回ってきた。買収に応じない理由を知った三平は、とんでもない行動に出る。三平の行動を「説得」と市役所の人間達にフォローして土地を立ち退く。その後はロータリーの売店で働いている。
金子しの（かねこ しの）
市内で、不動産屋を始め、銭湯、パチンコ店、仏具店、洋服店など多数を経営。三平の大家である。金銭には厳しい。孫である「土門正臣」と一緒に住んでいる。若い頃は美人で白鷺沼のほとりにあった団子屋で働いていた。文取組と不動産の事で揉め、正臣との和解のきっかけを得る為、彼らに相撲勝負を挑む。それがきっかけで三平と知り合う。
土門 正臣（どもん まさおみ）
17歳。金子しのの孫。筋骨隆々とした肉体の持ち主。寡黙で短気な性格。街で知らない者が居ないという不良青年であり、ヤクザが恐れてご機嫌を伺うほどである。しのと互いの気持ちがすれ違っていたが、三平との出会いがきっかけで和解する。
廣石隆矢（ひろいし たかや）
人気5人組アイドルグループ「up(アップ)」のリーダー。通称「ヒロ」。メッシュを入れた黒髪で三平と同年代の青年。プロモーションビデオを撮影する目的で訪れた市役所で三平と出会って友人となった。好物はラーメン。
自他共に厳しいタイプである。筋の通らない事を嫌う義侠心と自分のポリシーを曲げない強さを持っており、「up(アップ)」の他のメンバーであるエイジ・フミ・ノリ・トウゲはそんな彼に絶対服従するイエスマン達である。桜町商店街編の終盤で寺泊と業者の会話を立ち聞き、彼に対する義憤から三平に手助けする。
三平の付き添いで同行した市役所の職員旅行で出会った楓に言い寄ったが、彼女の三平への想いを前に諦めた。
勝村龍治（かつむら りゅうじ）
市に建っている家のほとんどは自分が建てたと豪語する、建築一筋の大工の棟梁。一人娘「ひろみ」とその娘婿「秀人」を彼の高所恐怖症を理由に無理矢理、離婚させようとしたが、娘の妊娠と三平が提案した勝負で見せた娘婿の底力を見て、取り止める。後に自分そっくりの顔をした孫が生まれている。三平の高所に対する度胸とその心根に惚れ込んでいる。秀人と一緒に様々な場面で三平の手助けに来ている。ちなみに孫の名前は男子なら彼と同じ「龍治」、女子なら「龍子」である。
宮山素子（みややま もとこ）
元は「占有屋」であったが、三平の優しさに触れ出直すことを決意した。作中で三平に異性としての好意を寄せられているマドンナ的存在。両親を亡くし、弟達と一緒に引き取られた先の親戚の夫婦に従う形で占有屋をやっていた。
弟達を上述の親戚夫婦に預け、坂上市に戻る。三平の口利きでしのの銭湯に下宿しながら、彼が企画した「犬の公園」で働いている。後に鏡と婚約して弟達を取り戻す。
文取文次（ぶんどり ぶんじ）
ヤクザの「文取組」の跡取り。小学生のころ三平と同じクラスになったことがあり、さんざん迷惑を被ったことを怨んでいた。偶然再会した三平に対し、復讐を画策する。その結果、罪の無い子供に怪我を負わせた事で三平を怒らせ、彼に叩きのめされる。それを告訴する事で彼を窮地に追い込む事に成功する。だが、船橋の言葉で己の小物さを自覚して反省、三平と怪我を負わせた少年に謝罪して和解する。性根は悪い人間ではなく、自分の非を体を使って謝る事が出来る男気の持ち主。子供の頃は穏やかな性格をした普通の少年だった。三平が別れ際にしたある行動の所為でかなり悲惨な幼少時代を送った様である。三平と和解後、トナカイの何でも屋を率いている。
不動力（ふどうりき）
元力士で現在はラーメン屋をしている。十両まで昇りつめた腰を壊して引退した後、ヤクザの用心棒等を経てラーメン屋となる。背中に不動明王の刺青を彫りこんでいる。現在は小柄で痩身な体格だが、力士としての技量は高い。相撲大会に臨む三平達に相撲を教える。最終的に市民達に背中の刺青を晒してしまったが、三平の説得と自身の力士として実力を見せる事で受け入れて貰える。
昭良(あきよし)
桜町商店街に存在する豆腐店｢とうふ米沢｣の息子。中学生。三平に困窮した商店街の助けを求める。桜町商店街編で三平のパートナー的存在。
山盛食堂の店主
本名不明。桜町商店街で奥さんと一緒に食堂を経営する小柄な体型の中年男性。料理は美味いが、店内の清潔さを始めとした様々な部分に難を持つ。三平に呼ばれてやって来た楓が一生懸命に考えて助言してくれる姿にやり直す事を決意する。その為に古くなった店を取り壊してリフォームする。基本的に無口であり、取り壊される店を目の当たりした事で自分の言葉の無責任さを後悔して泣き出した楓を宥める時にしか喋る場面が無い。
桜町商店街連合会の会長
本名不明。桜町商店街で呉服店を経営する老人。後継者はいない。店のショーウィンドウに16歳で遠方に嫁いだ娘の花嫁衣裳を飾っている。最初は困窮した商店街を諦めていたが、三平と豆腐店及び食堂の頑張りを目の当たりにして他の店舗と一緒に行動する様になる。
魚銀の店主
本名不明。桜町商店街で鮮魚店「魚銀」を経営する男性。短気で頑固な性格。当初は意固地になっており、三平に対する反発が強かったが、次第に働く喜びを取り戻して行く。諦めやシャウトに対する敵意といったネガティブな感情を商店街を代表して発言する役回りが多い。
「シャウト」の店長
本名不明。桜町商店街の入り口に一年前に開店した大型スーパー「シャウト」の店長。性根は決して悪い人間では無いが、結果を出したいという焦りから商店街の人々を「敵」と見なし、冷酷な経営戦略で彼らを苦しめている。三平と商店街の人々の頑張りに追い詰められ、その挙句に火事を起こしてしまう。だが、その消火活動をきっかけに商店街の人々と和解、その後は周囲とのバランスを考えながら商売をしている。
裕矢、裕子
死んだ母親「舞子」に似た田中に助けを求めに来た幼い兄妹。祐矢は妹想いでシッカリ者の少年、祐子はまだ喋れない赤ん坊。父親はアパレル企業の営業。裕矢は父親にスナック菓子をふやかした物しか食わせて貰えない妹を心配している。
甲野（こうの）
かもし課に監督を借りに来た少年サッカーチーム「坂上FC」に所属する少年。三平や船橋と出会った当初、自分を裏切って隣町の強豪チーム「浦野バイキングズ」に移った友人「カズ」とその父親である前監督やサッカーが流行っていない坂上市に生まれた事に対する気持ちでいじけていたが、船橋の猛特訓でバイキングズに勝った事で立ち直る。
和博（かずひろ）
甲野から「カズ」と呼ばれている隣町の強豪チーム「浦野バイキングズ」に所属する少年。坂上FCに見切りを着けて同時期にバイキングズからコーチの誘いを受けていた当時の坂上FCの監督だった父親と一緒に移籍する。甲野とはお互いに将来の夢を語り合う親友同士だったが、現在は疎遠である。坂上市の在住でバスでチームに通っている。父親は日和見で軽薄な性格であり、甲野から内心で息子共々「ウラギリもん」と呼ばれている。

### その他
桃栗龍平(ももくり　りゅうへい)
三平の父親。三平と同様に眉毛が繋がっているのが特徴。かって、故郷で公共工事を反対する運動のリーダーをしていたが、周囲の裏切りに遭って家族共々町を追い出されてから人間が変わってしまう。三平が幼い頃に坂上市で家族と別れる。三平の兄に軽蔑されている。現在は政治家の手先となって公共事業の反対運動を潰す仕事をしている。髪を伸ばして髭を生やし、眼鏡を掛けた姿で三平と再会した為、当初は三平も父親だと気付かなかった。
白鷺沼の埋め立て工事を巡り、白鷺沼を坂上市のシンボルにしたいと考える三平と対立する事となる。
三平の母
三平の母親。本名不明。勝気で意地っ張りな性格で憎まれ口を叩きながらも失踪した夫の帰りを待っている。
桃栗一子(ももくり　いちこ)
三平の姉。既婚者で実家の近くに住んでいる。眉毛は普通。眼鏡を掛けた優しい性格の女性。次郎同様に父親に対して複雑な感情を抱いている。
桃栗次郎(ももくり　じろう)
三平の兄。父親と弟同様に眉毛が繋がっているのが特徴。職業は建築関係。独身で実家住まい。三平に｢自分よりも先に結婚するな｣と釘を刺している。居酒屋でチェーンソーを振り回す粗暴で短気な性格だが、弟の荷物にお小遣いを忍ばせるといった優しさの持ち主。町を追い出された事で性格が変わった父親を軽蔑しているが、母親に対する気持ちから彼に帰って来て欲しいと思っている。
桃栗四葉(ももくり　よつば)
三平の妹。眉毛は普通。父親の事をあまり憶えていない。寮で生活している様で自宅には住んでいない。
れすきゅー
坂上市動物保護センターに収容された黒い毛並みの仔犬。飼い主から虐待を受け、皮膚病を発症している。人間に対して強い警戒心を持っており、三平を始めとした人間に頻繁に噛み付いている。三平が企画した｢犬の公園｣の再審査に向け、鏡の推薦で災害救助犬となる為の訓練を受ける。三平の誠意が通じ、災害救助犬となって最審査に合格する。審査以降も三平の下宿先に居る。最終案件で皮膚病が治癒し、体が成長した姿で登場している。
亀木戸良江(かめきど　よしえ)
亀木戸助役の娘。漫画家志望で東京に住んでいる。ペンネームは「オオトリ玉子(たまご)」。父親に夢の事を話す為に帰郷したが、彼と喧嘩して実家を飛び出す。その晩、終電を逃がし、かもし課に世話になっている最中に漫画家デビューが決定する。コンビニで自分の漫画が掲載された「月刊ドリーム」というエロ本を店内に有った分を全て購入した父親の姿を見て彼の自分への愛情を感じてる。